# Vitez za volanom (TV-serija, 2008)
Vitez za volanom oz. Knight Rider je ameriška televizijska serija, katere like in zgodbo je po originalnih likih istoimenske serije Glena A. Larsona razvil David Andron. Prvotno je bila serija predvajana od 2008 do 2009 na ameriški televizijski postaji NBC. V okviru tega je bil posnet še TV-film.

## Igralska zasedba
- »Mike Knight/Mike Traceur« (Justin Bruening) – v originalu znan kot Mike Traceur: sin izvirnega Michaela Knighta in voznika prvega KITTa.
- »Dr. Sarah Graiman« (Deanna Russo) – hči dr. Charlesa Graimana in simaptija Mike Traceurja.
- »KITT« (Val Kilmer) – glas avtomobila z umetno inteligenco.
- »Billy Morgan« (Paul Campbell)
- »Zoe Chae« (Smith Cho) – (epizode 13-17, kot posebna gostja v epizodah 1-12).
- »Dr. Charles Graiman« (Bruce Davison) – je ustvaril KITTa. (epizode 1-12).
- »Carrie Rivai« (Sydney Tamiia Poitier) – FBI agent (epizode 1-11).
- »Alex Torres« (Yancey Arias) – NSA agent (epizode 1-12).

## Serija
| Sezona | Sezona | Št. epizod | Predvajanje (NBC) | Predvajanje (NBC) |
| Sezona | Sezona | Št. epizod | Začetek           | Konec             |
| ------ | ------ | ---------- | ----------------- | ----------------- |
|        | 1      | 17         | 24. sep 2008      | 4. mar 2009       |